# 祖山
祖山位于中國河北省秦皇岛市青龙县境内，区域总面积达118平方公里，其最高峰天女峰，海拔1428米。祖山由渤海以北、燕山以东诸峰组成，所以也被称作是“燕山之祖”。

## 内文出处
1. ↑  秦皇岛旅游. . http://www.qhdta.gov.cn/.   [2015-05-24]. （原始内容存档于2016-03-18）.